# Nissan Cefiro
La Nissan Cefiro è un'autovettura di medio-alta gamma prodotta dalla casa automobilistica giapponese Nissan Motor dal 1988 al 2003 in tre serie.

## Contesto
Il modello è stato venduto principalmente in Asia e Oceania e in piccole quantità è stato esportato anche in Sud America e Russia . Dopo che la produzione cessò in Giappone, il nome Cefiro ha continuato ad essere utilizzato su alcuni mercati esteri per la Nissan Teana.
Dalla seconda generazione, la Cefiro diventò un modello gemello dell'Infiniti I30 e della Nissan Maxima. A Taiwan, la Yulon Motor Company ha prodotto su licenza la Cefiro fino al 2002 offrendola con il proprio marchio di lusso AREX. 

## La prima serie (A31): 1988-1994

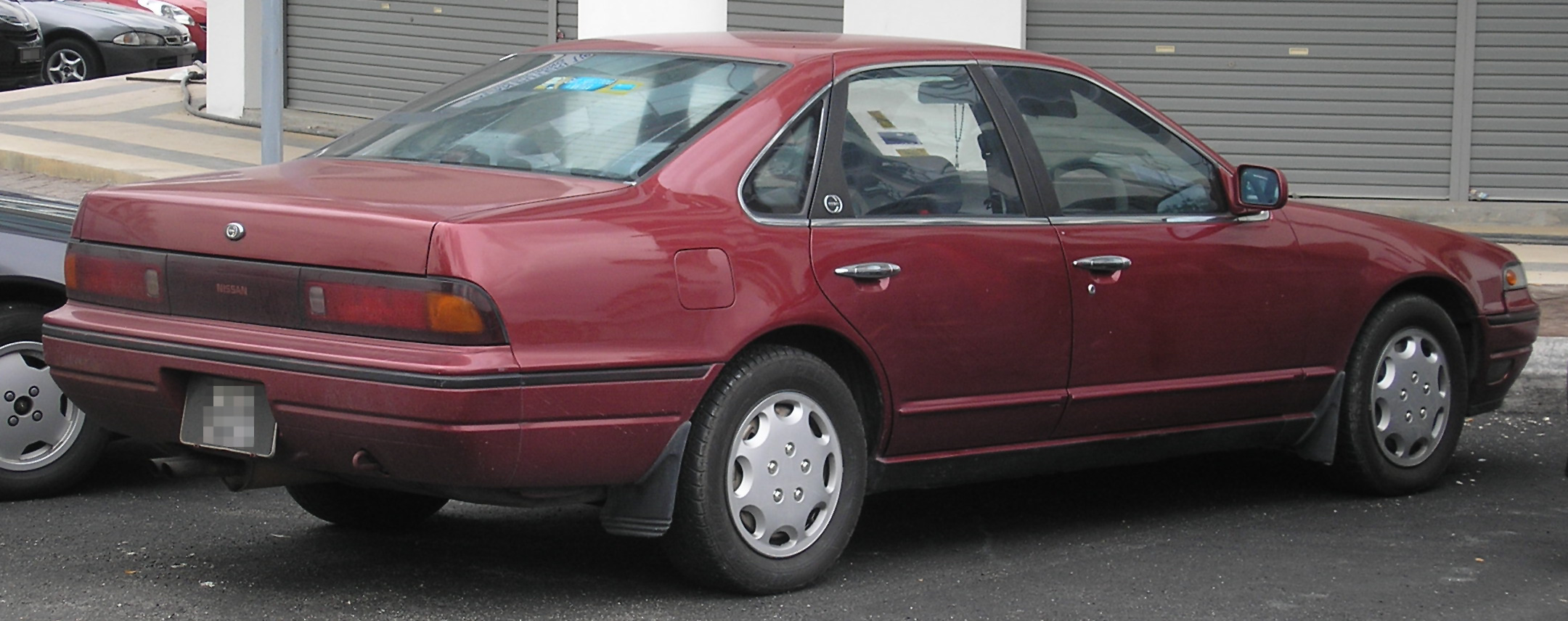
Vista posteriore di una Nissan Cefiro prima serie

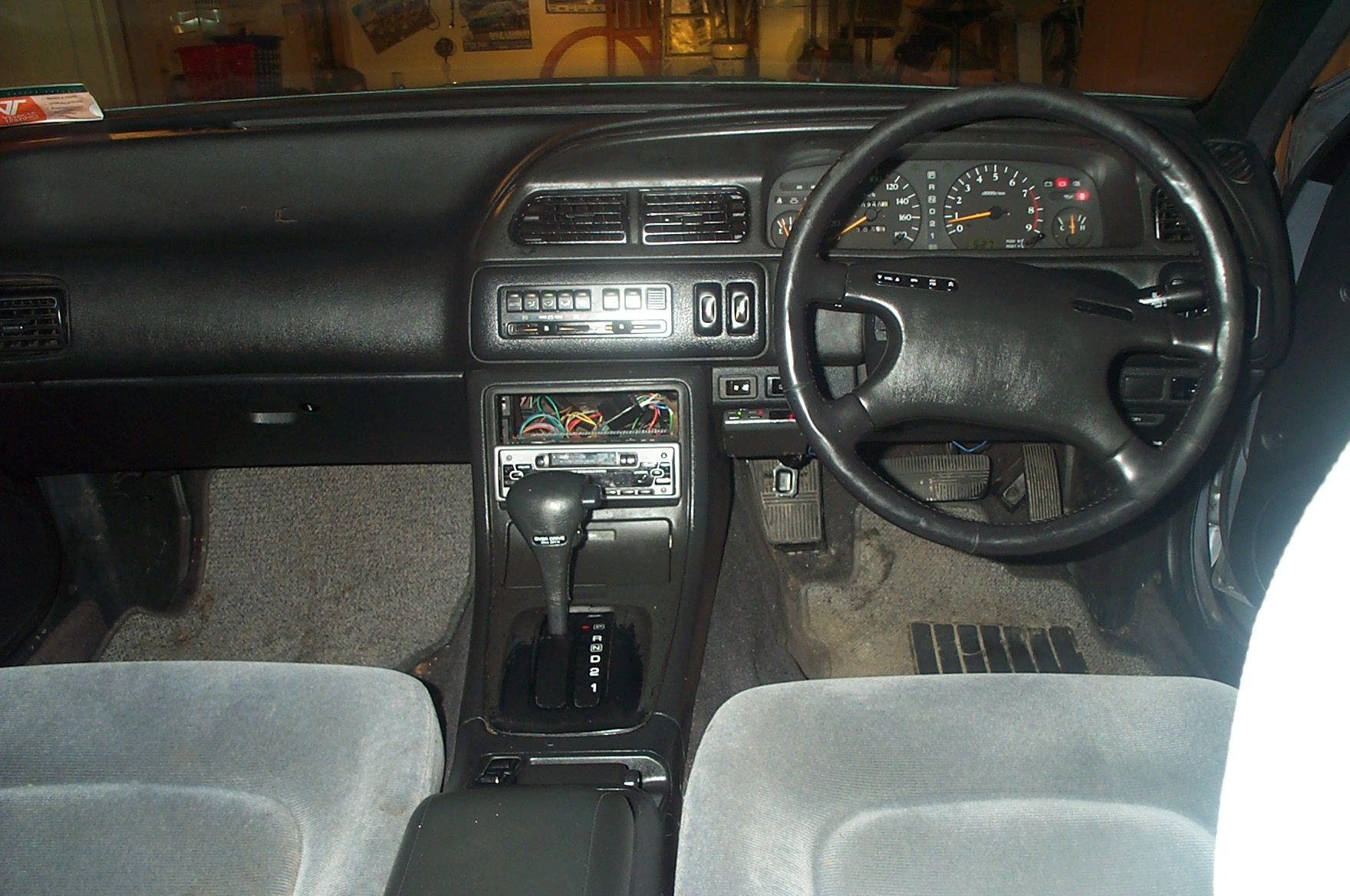
Gli interni di una Nissan Cefiro prima serie

La prima generazione del Cefiro fu lanciata sui mercati nel settembre 1988 offrendo al cliente molte innovazioni considerate high-tech all'epoca. La prima serie di Cefiro è stata concepita come una berlina sportiva ed è stata progettata utilizzando come base il pianale dell'ottava generazione della Nissan Skyline. Con questa condivideva quindi alcuni dettagli tecnici come il motore a sei cilindri in linea, la trazione posteriore, in motore anteriore, le quattro ruote sterzanti e un cambio automatico a cinque marce. Erano anche offerti un cambio manuale a cinque rapporti e un cambio automatico a quattro marce. La Cefiro offriva un'ampia gamma di motori, compreso un motore turbocompresso. Grazie alla potente motorizzazione, questi modelli sono molto popolari nel drifting. L'unica carrozzeria offerta era berlina quattro porte.
La motorizzazione a benzina offerta era composta da un propulsore a quattro cilindri da 2 L di cilindrata e 101 CV di potenza, un motore a sei cilindri in linea da 2 L e 129 CV, un motore a sei cilindri in linea con distribuzione con doppio albero a camme in testa da 2 L e 148 CV, un motore a sei cilindri in linea turbo con distribuzione con doppio albero a camme in testa da 2 L e 212 CV, un motore a sei cilindri in linea da 2,4 L e 139 CV, un motore a sei cilindri in linea con distribuzione con doppio albero a camme in testa da 2,5 L e 182 CV. Era anche offerto un motore Diesel da 2,8 L e 93 CV.

## La seconda serie (A32): 1994-1998

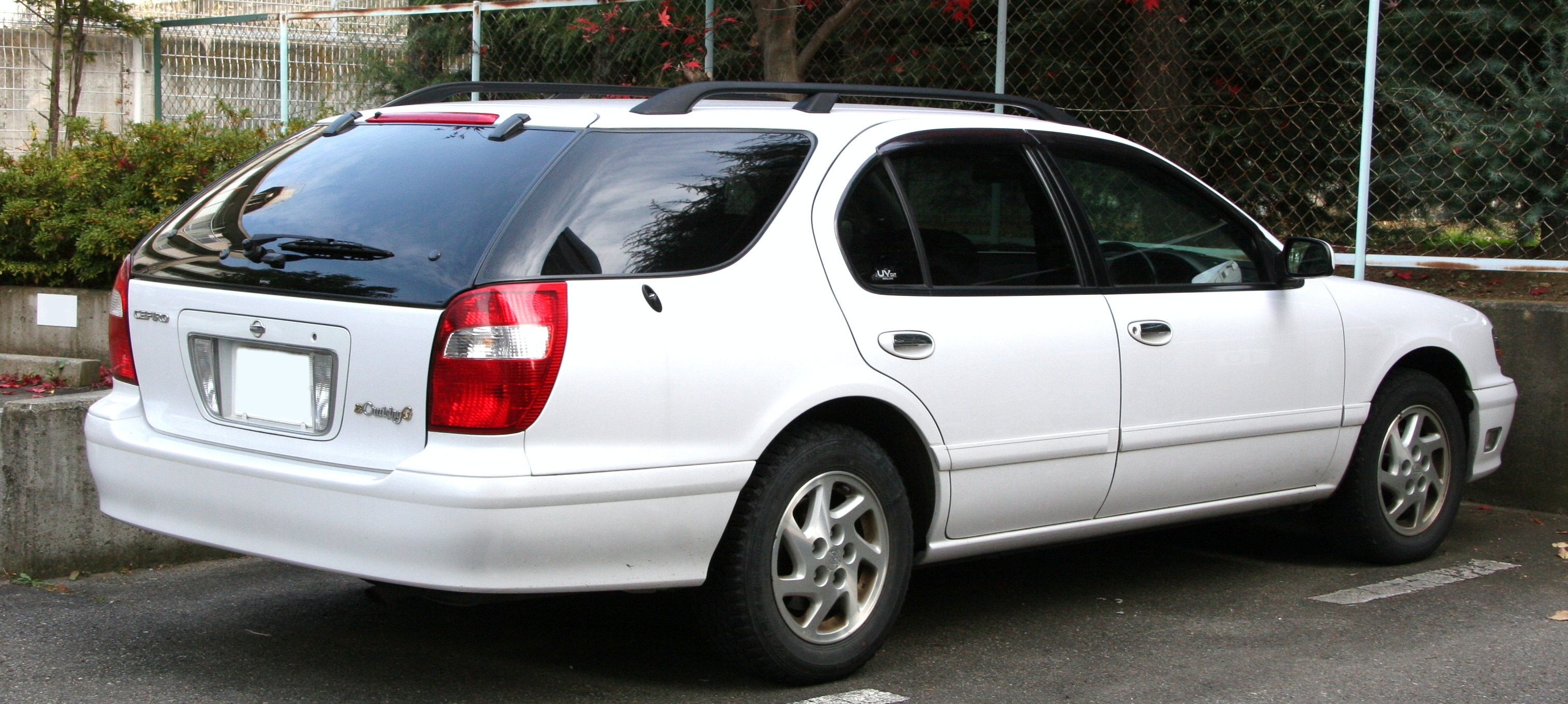
Una Nissan Cefiro seconda serie versione familiare

Con la seconda generazione del Cefiro, arrivata sul mercato nell'agosto 1994, i tratti sportivi della generazione precedente furono abbandonati e il nuovo modello fu concepito come un veicolo lussuoso e confortevole. La trasmissione era ora a trazione anteriore. La seconda generazione di Cefiro fu l'unica disponibile anche come familiare a cinque porte oltre alla berlina a quattro porte. La versione familiare fu venduta a partire dal giugno 1997. Da questa generazione, la Cefiro fu resa strutturalmente identica alla Nissan Maxima e alla Infiniti I30, disponibili solo come berlina in Europa e Nord America.
La motorizzazione offerta, disponibile solo a benzina, era composta da un propulsore V6 da 2 L di cilindrata e 148 CV di potenza, un motore V6 da 2,5 L e 187 CV e un motore V6 da 3 L e 227 CV. Non erano disponibili motori turbocompressi o motori Diesel. Il cambio era manuale a cinque rapporti oppure automatico a quattro marce.

## La terza serie (A33): 1998-2003

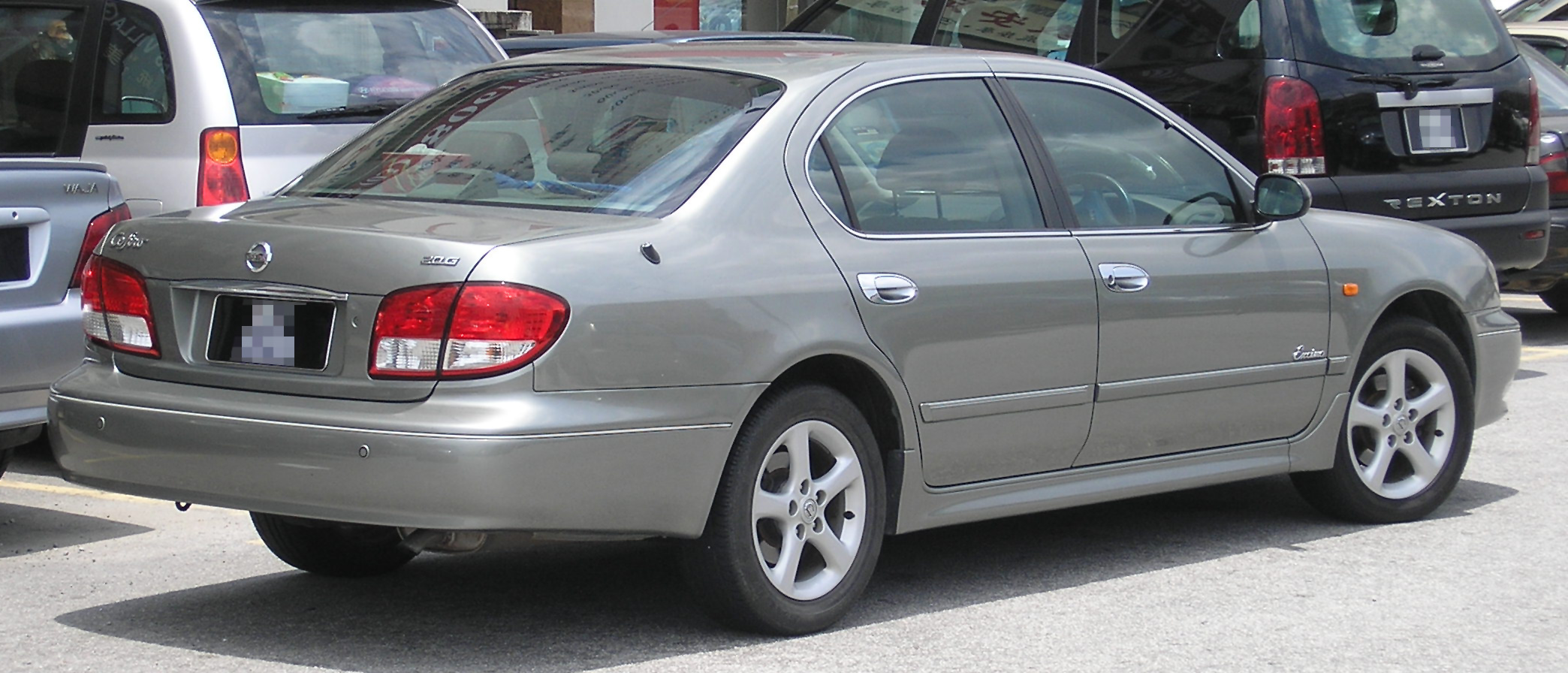
Vista posteriore di una Nissan Cefiro terza serie

La terza generazione del Cefiro è stata l'ultima di questo modello ed è stata lanciata nel dicembre 1998. A causa della ridotta scelta di optional e motori, la terza serie di Cefiro non ha ottenuto buoni dati di vendita, solo in Malaysia ha venduto con buoni volumi. La trasmissione era a trazione anteriore come per la generazione precedente. Era disponibile solo in versione berlina a quattro porte. Il cambio era manuale a cinque rapporti oppure automatico a quattro marce.
La motorizzazione offerta, disponibile solo a benzina, era composta da un propulsore V6 da 2 L di cilindrata e 148 CV di potenza, un motore V6 da 2,5 L e 187 CV, un motore V6 a iniezione diretta da 2,5 L e 207 CV, un motore V6 da 3 L e 224 CV e un motore V6 da 3,5 L e 300 CV. Non erano disponibili motori turbocompressi o motori Diesel. Il cambio era manuale a cinque rapporti oppure automatico a quattro marce.

## Uso successivo del nome Cefiro (J31): 2003-2012
La Nissan produsse la Cefiro fino al 2003 dopo di cui usò il suo nome, dal 2003 al 2012, per una versione rimarchiata della Nissan Teana, destinata solo ai mercati esteri, che fu esportata a Hong Kong, nel Nepal, nel Bangladesh, a Singapore, nel Brunei, in America meridionale e nei Caraibi.